# Gonzalo Pastor
Pastor  Sánchez est un nom espagnol. Le premier nom de famille, en général paternel, est Pastor ; le second, en général maternel, souvent omis, est Sánchez.
Gonzalo Pastor Sánchez, né le 20 mars 2006 à Dénia en Espagne, est un footballeur espagnol qui évolue au poste de milieu de terrain au CD Castellón.

## Biographie

### En sélections nationales
Pastor est convoqué en juin 2025 avec l'équipe d'Espagne des moins de 19 ans pour participer au Championnat d'Europe des moins de 19 ans 2025, en Roumanie.

## Palmarès

### En sélection
Espagne -19 ans
- Championnat d'Europe
  - Finaliste en 2025